# Berresa turpis
Berresa turpis là một loài bướm đêm trong họ Noctuidae.